# 蒂耶斯特-于拉纽
蒂耶斯特-于拉纽（法語：Tieste-Uragnoux，法語發音：[tjɛst yʁaɲu]）是法国热尔省的一个市镇，属于米朗德区。该市镇总面积6.1平方公里，2009年时的人口为126人。
该市镇于1822年由原市镇蒂耶斯特（Tieste）和于拉纽（Uragnoux）合并而成。

## 人口
蒂耶斯特-于拉纽人口变化統計圖：